# Erioptera venustipes
Erioptera venustipes är en tvåvingeart som beskrevs av Alexander 1926. Erioptera venustipes ingår i släktet Erioptera och familjen småharkrankar. Inga underarter finns listade i Catalogue of Life.